# لینا کارستنس
لینا کارستنس (آلمانی: Lina Carstens؛ ‏ ۶ دسامبر ۱۸۹۲ – ۲۲ سپتامبر ۱۹۷۸) صداپیشه و بازیگر اهل آلمان بود. او با کارگردان نامدار آلمانی داگلاس سیرک همکاری فراوانی داشت و یوزف گوبلس در سال ۱۹۳۹ او را «هنرپیشه کشوری» نامید. پس از جنگ جهانی دوم او نقش‌هایی را در سینمای نوین آلمان ایفا نمود و در سال ۱۹۷۲ موفق به دریافت جایزه فیلم آلمان شد.
از فیلم‌هایی که وی در آن‌ها نقش داشته‌است، می‌توان به خانه زنان اشاره نمود.